# 鵲鵝
是雁形目鹊雁科的唯一一种。是一種群居動物，經常千百成群，巢築於蘆葦莖部，分佈於澳大利亞北部和紐幾內亞南部。该物种是单型物种，没有亚种分化。

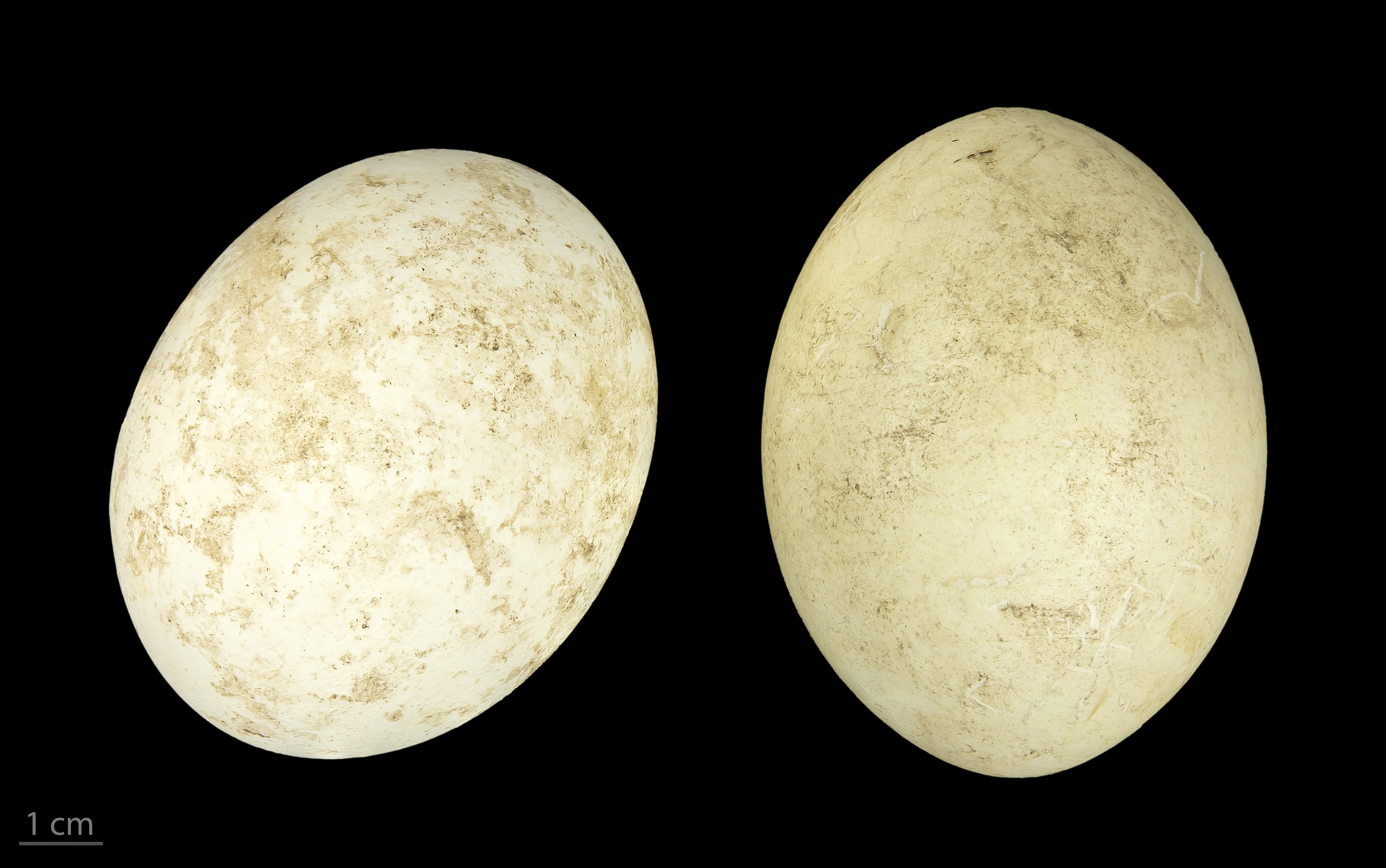
Anseranas semipalmata

鹊雁体重约2393.4克，翼长约405.6毫米，嘴峰长约85.6毫米，喙宽度约22.8毫米，喙厚度约20.4毫米，跗蹠长约87毫米，尾长约148.1毫米。鹊雁是部分迁徙的鸟类，其栖息在开放的湖泊、沼泽等湿地环境中，食性为草食性。